# 漆多俊
漆多俊（1938年－），中国当代著名经济法学家。武汉大学、中南大学、厦门大学博士生导师，中南大学终身教授。他是中国法学会理事、中国经济法研究会副会长、湖北省经济法研究会会长、湖南省法学会副会长，也是国务院政府特殊津贴专家，学术成果被中外许多著名法学家名录收集。
他主要从事经济法学理论的研究和教学。创立了以“市场三缺陷－国家调节三方式－经济法体系三构成”（即“三三理论”、“国家调节说”）为核心的经济法学科理论体系，这自1990年代起便成为中国经济法学界主导学说之一。

## 生平
1993年4月独著《经济法基础理论》（第1版）由武汉大学出版社出版，被《中国法学》、《法学评论》等期刊评为“经济法学理论奠基之作”，自1990年代至今一直被中国绝大多数高校用作本科、硕士和博士生教材。1996年10月在武汉发起主办「全国经济法基础理论研讨会」。2002年起担任中国法学会经济法研究会副会长至今。
2005年创办漆多俊经济法网站。1999年开始至2008年召开以武汉大学、中南大学为主的「经济法博士论坛」，该论坛每年一届，已连续举办十届。
2007年他主编的《经济法论丛》，是中国至今以“经济法”命名的期刊、集刊中唯一一部进入CSSCI的连续出版物。

## 著作
个人著作有：《经济法基础理论》、《国民经济的法律调整》、《中国公司法》、《转变中的法律》；
主编著作包括：《经济法学》（大学教材）、《经济法论丛》（连续出版物）、《国企股份公司改组法律问题研究》、《宏观调控法研究》、《市场经济企业立法观》；
主要论文有：《论权力》、《权力经济向法治经济的转变》、《论转型时期法律的控权使命》、《国际调节与国际经济法理论的反思与重构》、《市场、调节机制与法律的同步演变》、《经济法的价值、理念与原则》、《法学的困惑与创新》、《时代潮流与模块互动——经济法百年鸟瞰》。

## 荣誉
- 1996年10月，受湖北省法学会委托，负责筹办和组建湖北省经济法研究会，之后担任经济法研究会会长至今；
- 2001年12月，《经济法基础理论》（第3版）被评为“全国优秀畅销书”，销量超过10万册；
- 2003年，被列入全国引用率最高的法学家前50名（全国经济法学者仅3名）；
- 2004年起担任湖南省法学会副会长至今；
- 2005年，入选「当代中国法学名家」；
- 2005年8月，其主编、武汉大学出版社出版的《经济法学》被中国大学出版社协会评为中南地区大学出版社优秀教材一等奖；
- 2007年1月，《经济法基础理论》（第3版）被评为“第一届钱端升法学研究成果奖”（中国唯一获该奖的经济法学成果）。[1]